# Gare de Motomachi-Chūkagai
La gare de Motomachi-Chūkagai (元町・中華街駅, Motomachi-Chūkagai-eki) est une gare ferroviaire terminus de la ville de Yokohama, dans la préfecture de Kanagawa au Japon. Elle est située dans l'arrondissement de Naka. La gare est gérée par la compagnie Yokohama Minatomirai Railway.

## Situation ferroviaire
La gare de Motomachi-Chūkagai est située au point kilométrique (PK) 4,1 de la ligne Minatomirai dont elle marque le terminus.

## Histoire
La gare a été inaugurée le 1er février 2004 pour l'ouverture de la ligne Minatomirai. Elle permet d'accéder au quartier chinois de Yokohama.

## Services aux voyageurs

### Accès et accueil
La gare est située en souterrain. Elle est ouverte tous les jours.

### Desserte
- Ligne Minatomirai :
  - voies 1 et 2 : direction Yokohama (interconnexion avec la ligne Tōkyū Tōyoko pour Shibuya)